# Zloćudovo
Zloćudovo (cyr. Злоћудово) – wieś w Serbii, w okręgu jablanickim, w mieście Leskovac. W 2011 roku liczyła 252 mieszkańców.